# Alkon (Sohn des Hippokoon)
Alkon (altgriechisch Ἄλκων Álkōn) ist eine Person der griechischen Mythologie.
Er ist der Sohn des Hippokoon aus Amyklai. Gemeinsam mit seinem Vater und seinen Brüdern Dorykleus, Skaios, Enarophoros, Euteiches, Bukolos, Lykaithos, Tebros, Hippothoos, Eurytos, Hippokorystes und Alkinoos vertreibt er die Herrscher von Sparta, Ikarios und Tyndareos, aus der Stadt. Hippokoon und alle seine Söhne werden von Herakles getötet, woraufhin Tyndareos die Herrschaft wieder an sich nimmt. In einer Stelle bei Hyginus Mythographus ist Alkon einer der Teilnehmer an der Jagd nach dem Kalydonischen Eber.
Nach Pausanias hatte Alkon in Sparta ein Heroon in der Nähe des Stadions.